# Себастьян (фильм)
«Себастья́н» (англ. Sebastiane) — художественный фильм британского режиссёра Дерека Джармена. Его премьера состоялась на фестивале в Локарно в 1976 году. Все диалоги были написаны на вульгарной латыни, и «Себастьян» стал первым фильмом, созданным в Великобритании, с субтитрами на английском языке.
В фильме изображены события из жизни святого Себастьяна, в том числе широко известная смерть мученика, пронзённого стрелами. Большинство споров вокруг киноленты вызваны гомоэротизмом солдат.
Хореография в прологе поставлена и исполнена Линдси Кемпом и его труппой под музыку Эндрю Уилсона. Автором саундтрека к остальной части фильма был Брайан Ино.
На сайте Rotten Tomatoes у фильма учтено пять отзывов, и все они положительные при среднем рейтинге 7,2 балла из 10.

## Сюжет
300 год н. э. : римлянин Себастьян сослан на отдалённый аванпост, населенный исключительно мужчинами. Ослабленные своими желаниями, эти мужчины обращаются к гомосексуализму, чтобы удовлетворить свои потребности. Однако Себастьян становится объектом вожделения гомосексуального центуриона, но он отвергает ухаживания этого человека.

## В ролях
| Актёр              | Роль                 |
| ------------------ | -------------------- |
| Леонардо Тревильо  | Себастьян            |
| Барни Джеймс       | Север                |
| Нил Кеннеди        | Максим               |
| Ричард Уорик       | Юстин                |
| Дональд Данхем     | Клавдий              |
| Даэвид Финбар      | Юлиан                |
| Кен Хикс           | Адриан               |
| Линдси Кемп        | танцор               |
| Стеффано Массари   | Марий                |
| Януш Романов       | Антоний              |
| Джеральд Инкандела | Юноша-леопард        |
| Роберт Медли       | император Диоклетиан |

Гостей императора сыграли такие знаменитости, как Питер Хинвуд, Ричард Джордан, Шарлотта Барнс, Нелл Кемпбелл, Дугги Филдс, Кристофер Хоббс, Эндрю Логан, Патриция Куинн и Джонни Росса.